# Закшев (гміна, Люблінський повіт)
Гміна Закшев (пол. Gmina Zakrzew) — сільська гміна у східній Польщі. Належить до Люблінського повіту Люблінського воєводства.
Станом на 31 грудня 2011 у гміні проживало 3045 осіб.

## Площа
Згідно з даними за 2007 рік площа гміни становила 75.38 км², у тому числі:
- орні землі: 81.00%
- ліси: 13.00%

Таким чином, площа гміни становить 4.49% площі повіту.

## Населення
Станом на 31 грудня 2011:
| Опис     | Загалом | Загалом | Чоловіки | Чоловіки | Жінки | Жінки |
| -------- | ------- | ------- | -------- | -------- | ----- | ----- |
| одиниця  | осіб    | %       | осіб     | %        | осіб  | %     |
| все      | 3045    | 100     | 1486     | 48.80    | 1559  | 51.20 |
| міське   | 0       | 100     | 0        |          | 0     |       |
| сільське | 3045    | 100     | 1486     | 48.80    | 1559  | 51.20 |

## Сусідні гміни
Гміна Закшев межує з такими гмінами: Батож, Бихава, Хжанув, Ґодзішув, Високе, Закшувек.